# Minalin
Minalin is een gemeente in de Filipijnse provincie Pampanga op het eiland Luzon. Bij de laatste census in 2007 had de gemeente ruim 40 duizend inwoners.

## Geografie

### Bestuurlijke indeling
Minalin is onderverdeeld in de volgende 15 barangays:
| - Bulac - Dawe - Lourdes - Maniango - San Francisco 1st - San Francisco 2nd - San Isidro - San Nicolas | - San Pedro - Santa Catalina - Santa Maria - Santa Rita - Santo Domingo - Santo Rosario - Saplad |

## Demografie
Minalin had bij de census van 2007 een inwoneraantal van 40.084 mensen. Dit zijn 4.934 mensen (14,0%) meer dan bij de vorige census van 2000. De gemiddelde jaarlijkse groei komt daarmee uit op 1,83%, hetgeen lager is dan het landelijk jaarlijks gemiddelde over deze periode (2,04%). Vergeleken met de census van 1995 is het aantal mensen met 4.414 (12,4%) toegenomen.

De bevolkingsdichtheid van Minalin was ten tijde van de laatste census, met 40.084 inwoners op 48,27 km², 739 mensen per km².

## Geboren
- Eddie Panlilio (6 december, 1953), priester en gouverneur van Pampanga